# Cantón de Doulaincourt-Saucourt
El cantón de Doulaincourt-Saucourt era una división administrativa francesa, que estaba situada en el departamento de Alto Marne y la región de Champaña-Ardenas.

## Composición
El cantón estaba formado por once comunas:
- Cerisières
- Domremy-Landéville
- Donjeux
- Doulaincourt-Saucourt
- Gudmont-Villiers
- Mussey-sur-Marne
- Roches-Bettaincourt
- Rouécourt
- Rouvroy-sur-Marne
- Saint-Urbain-Maconcourt
- Vaux-sur-Saint-Urbain

## Supresión del cantón de Doulaincourt-Saucourt
En aplicación del Decreto n.º 2014-163 de 17 de febrero de 2014, el cantón de Doulaincourt-Saucourt fue suprimido el 22 de marzo de 2015 y sus 11 comunas pasaron a formar parte; seis del nuevo cantón de Joinville y cinco del nuevo cantón de Bologne.